# DVD Forum
DVD Forum fou una agrupació deu empreses inicialment vinculades el camp de l'R+D+I, i producció del DVD, per la seva activitat comercial, així com industrial (creadors de maquinari, firmes de programari, proveïdors i altres usuaris del DVD).
Es fundà el 1995 a una proposta del Japó, sota el nom de DVD Consortium avui dia en formen part més de 220 empreses a tot el món.
Les empreses que van emprendre aquesta proposta inicialment foren:
- Hitachi, Ltd.
- Matsushita Electric Industrial Co. Ltd.
- Mitsubishi Electric Corporation
- Pioneer Electronic Corporation
- Royal Philips Electronics N.V.
- Sony Corporation
- Thomson
- Time Warner Inc.
- Toshiba Corporation
- Victor Company of Japan, Ltd. (JVC)

Actualment, a banda de tots els membres que formen part del Fòrum, existeix un Comité de Direcció Arxivat 2007-02-16 a Wayback Machine. (o Governament) que serveix al cos executiu del Forum, fotmat per les següents 20 empreses:
Steering Committee Companies
(Tenure: Feb. 2006 to Feb. 2008) 
1. Hitachi, Ltd.
2. IBM Corporation
3. Industrial and Technology Research Institute
4. Intel Corporation
5. LG Electronics Inc.
6. Matsushita Electric Industrial Co. Ltd.
7. Microsoft Corporation
8. Mitsubishi Electric Corporation
9. NEC Corporation
10. PIONEER CORPORATION
11. Royal Philips Electronics
12. SAMSUNG ELECTRONICS CO., LTD.
13. SANYO Electric Co., Ltd. Arxivat 2007-01-16 a Wayback Machine.
14. SHARP CORPORATION
15. Sony Corporation
16. THOMSON
17. Toshiba Corporation
18. Victor Company of Japan, Limited
19. Walt Disney Pictures and Television
20. Warner Bros. Entertainment Inc.

Actualment, el DVD forum té seu a la Oficina de la Secretaria del DVD Forum Arxivat 2007-03-29 a Wayback Machine., a Tòquio.

## Objectius del Forum
Es va crear amb la motivació d'intercanviar idees sobre el format DVD, les seves capacitats tècniques, millores i innovacions.
La informació que es proporciona al DVD Forum, d'una banda pretén ser del tipus divulgatiu i apropar l'entorn DVD a tot usuari que tingui inquietuds, i de l'altra, de tipus específic i tècnic, enfocat a entitats amb necessitats més tècniques.
El Forum treballa per a promoure la seva acceptació a nivell mundial, a través de l'oci, el consum electrònic i altres aplicacions informàtiques.

## Funcions
Les funcions que realitza el DVD Forum es podrien resumir en:
- Definir el format DVD i les seves especificacions.
- Publica nous materials de referència i informa els seus membres.
- Crea el Llibre de Format DVD.
- Gestiona les llicències de Format/Logo de DVD, a través de la Corporació Format/Logo de DVD.
- Gestiona els laboratoris de verificació de DVD.
- Organitza conferències (worldwide DVD Conferences) arreu del món i fomenta l'intercanvi d'informació de DVD, incloent la difusió per la pàgina web.

## Organigrama
El Forum s'estructura sota un complex organigrama, que a part de les altes jerarquies, consta de cinc departaments que ens donen una idea de la seva activitat:
1. Coordinació tècnica
2. Política de verificació
3. Grup consultiu de format i logo
4. Promoció i comunicació
5. Política de membros